# Trường Quản lý Maastricht
Trường Quản lý Maastricht (MSM) là một trong những trường quản lý cổ nhất và toàn cầu nhất tại Hà Lan. MSM cung cấp những chương trình mang định hướng nghiên cứu và được kiểm định toàn cầu về quản trị, bao gồm MBA toàn thời gian, EMBA, Thạc sĩ Khoa học Quản lý, nhiều chương trình Thạc sĩ kết hợp giữa Quản lý và Kỹ thuật, và các chương trình Tiến sĩ. Chương trình Tiến sĩ nghiên cứu chuyên nghiệp Doctorate in Business Administration (DBA) của MSM xếp hạng 2 toàn cầu. Chương trình MBA xếp hạng 2 Hà Lan và hạng 11 châu Âu, theo xếp hạng của Eduniversal năm 2015.
Ngoài ra, MSM cũng cung cấp nhiều chương trình đào tạo ngắn hạn cho các đối tác từ châu Âu và toàn thế giới, cũng như các chương trình đào tạo theo yêu cầu với nhiều chuyên môn sâu, rộng, nhằm giúp cho các tổ chức có thể ứng phó thành công với những thử thách của thời đại mới.
MSM toạ lạc tại thành phố cổ kính Maastricht của Hà Lan, chính giữa trái tim châu Âu.
MSM triển khai các chương trình của mình tại Maastricht và qua sự liên minh với các đối tác toàn cầu. Hàng năm, khoảng 1,000 sinh viên cao học tốt nghiệp từ các chương trình của MSM. Cựu học viên MSM đảm đương nhiều vị trí cao cấp trong các doanh nghiệp, tổ chức chính phủ và các học viện. 